# Udagawa Yōan

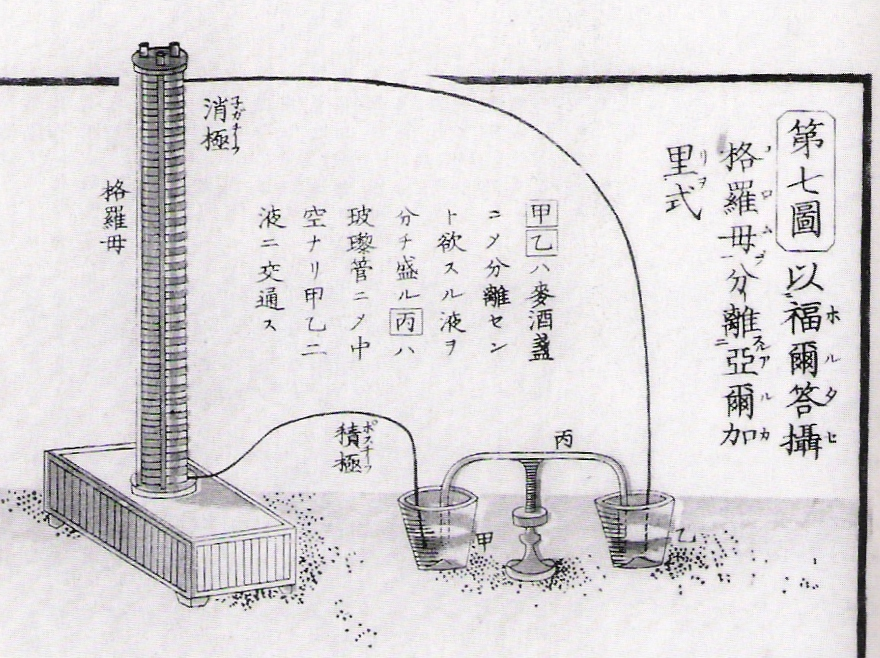
Illustration montrant une batterie de Volta tirée des Premiers principes de chimie, publiés en 1840.

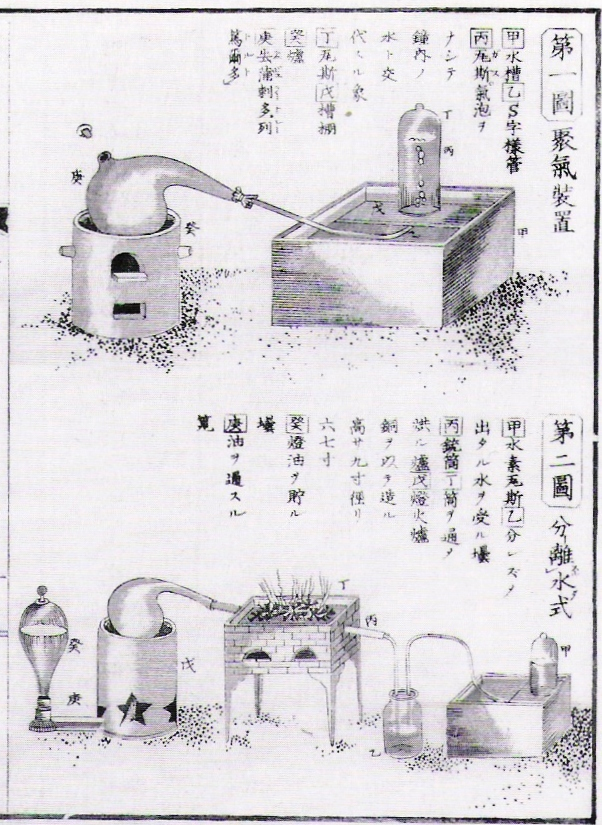
Illustration montrant des expériences de chimie d’Udagawa Yōan.

Udagawa Yōan (宇田川榕菴) est un scientifique japonais, né en 1798 et mort en 1846.
Il est le fils du médecin Ezawa Yōju (江沢養樹). Il étudie auprès de Udagawa Shinsai (宇田川榛斎) (1769-1834).
Il est connu pour avoir participé à l’introduction de la science occidentale au Japon, le rangaku.
En 1822, il fait paraître les Sutra de botanique (Botanikakyō, 菩多尼訶経) qui est suivi en 1833, des Principes de botanique (Sokugakukeigen, 植学啓原). Ces trois volumes de ces dernières sont la première description de la botanique occidentale. Yōan y présente la séparation des trois règnes (animal, végétal et minéralogique) de la nature et des sciences qui s’en occupent (zoologie, botanique et minéralogie). Il décrit avec minutie la morphologie, l’anatomie, la physiologie et la taxinomie des végétaux, Yōan introduisant pour la première fois de nombreux termes, la plupart encore en usage aujourd’hui.
En 1840, il fait paraître ses Premiers principes de chimie (舎密開宗, Seimikaisō), une compilation traduite en japonais de divers livres néerlandais. L’essentiel des ouvrages utilisés sont les Elements of Experimental Chemistry de William Henry (1775-1836) de 1799. Ce livre présente notamment la description détaillée de la batterie électrique inventée par Alessandro Volta (1745-1827). La batterie avait été reproduite par Yōan lui-même en 1831 et utilisée dans des diverses expériences afin de déterminer si l’électricité pouvait être utilisée à des fins thérapeutiques. Le livre de Yōan décrit aussi les découvertes et les théories d’Antoine Lavoisier (1743-1794). Yōan est à l’origine de la création de nombreux idéogrammes scientifiques, encore en usage aujourd’hui, comme l’oxydation, 酸化, la réduction, 還元, la saturation, 飽和, et la substance, 元素.
La mort précoce de Yōan l’empêche de mener à leur terme ses importantes recherches en zoologie que l’on connaît à travers des manuscrits. Il abordait les organismes les plus variés et présentait la classification des insectes de Carl von Linné (1707-1778) telle qu’elle était présentée dans son Systema Naturae dans la dixième édition 1758.

## Sources
- Traduction de l'article de langue anglaise de Wikipédia (version du 13 octobre 2007).
- Masuzō Ueno (1964). The Western Influence on Natural History in Japan, Monumenta Nipponica, 19 (3/4) : 315-339.  (ISSN 0027-0741)